# Araeoncus galeriformis
Araeoncus galeriformis là một loài nhện trong họ Linyphiidae.
Loài này thuộc chi Araeoncus. Araeoncus galeriformis được Andrei V. Tanasevitch miêu tả năm 1987.